# ぼうけん
ぼうけんとは、鬼ごっこ・かくれんぼ・隠れ鬼ごっこから派生した遊びのこと。ぼっけんともいう。隠れ鬼ごっことルールの類似点がある。
屋外で遊ぶケースが大多数だが、一部で屋内で行われるケースがある。

## ルール
この遊びには明確なルールは存在しないが、一般に遊ばれているルールを総合すると、次のようなものになる。
- 参加者は2人以上で問題ないが、4人以上の参加者でも成立する。実際、2人や3人の場合、つまらなくて誰かが抜け、解散――となることが多い。
- 参加者は、鬼（親）が1人（参加者が多い場合、複数人になることもある）と、子に分かれる。
- 1回目の鬼になる者は、たいていじゃんけんで選出される。その他、「ぼうけん場所（以下で述べる）に最後に触れた者が鬼」というものもある。

ルールの特性上、かなり広いスペースを必要とするために運動場（校庭）全体を使って行うことが多い。「30秒後に自動的にスタート」「校舎内禁止」など始める前に参加者全員でルールを決めておく。また、鬼が名前を呼びやすいようにニックネームを決めることもある。
また、かくれんぼ・隠れ鬼ごっこで見られる確認は原則的にみて行わない。

### ぼうけん場所と鬼、子との関係
目立つ場所に生えている木など、大きな目標物がぼうけん場所とされることが多い。「公園に生えている木の根っこ」や、「●●に落ちている草」といった具体的な場所は指定されないことが多い。
参加者は最初はかくれんぼと同じように隠れるが、鬼に見つかり○○（名前が多い）ぼうけんと言われたら、鬼より先にぼうけん場所をタッチしないと捕まったとみなされる。このとき、鬼に、最初に捕まった者が次のゲームの鬼になる。
このとき、鬼がぼうけん場所の近くで子を見つけた場合「ちかぼう」になり、鬼がもう1回鬼をするルールもある。
子は、鬼が他の参加者を探しているスキを見て、ぼうけん場所に触れて「ぼうけん」という。また、その子が最初にぼうけん場所に触れたと認められた場合(2番目で自分がぼうけんと言った場合も)は、鬼にならない。
子が全員帰ってきたはずなのにまだ数人いない場合は、その子が遠くまで逃げて、鬼にならない時間を狙って長時間隠れている場合もある。ただし、この方法だと勘が要求されるため、その子の予想どおりにいかず、鬼になってしまうケースもある。また、それを最初から禁止して「5分間帰ってこない場合はその人たちでじゃんけんをして決める」などというルールが設定されることもあるが、実際に適用されることはあまりない。